# Guastalla
Pour les articles homonymes, voir Guastalla.

Guastalla (également Guastalle en français) est une commune de la province de Reggio d'Émilie dans la région Émilie-Romagne en Italie.

## Géographie
Guastalla est le principal centre de la basse zone de la province de Reggio d'Émilie, chef-lieu situé dans la plaine du Pô, à peu de distance de la rive droite du Pô, à environ 30 km de Reggio d'Émilie, Parme et Mantoue.
Le territoire communal est délimité au nord avec Luzzara, à l’est avec Reggiolo, au sud avec Novellara et Cadelbosco di Sopra et à l’ouest avec Gualtieri et Dosolo.
À l’ouest, la cité est longée par le torrent Crostolo, à l’embouchure avec le Pô.
La cité fait également confins avec la province de Mantoue en Lombardie.
La commune est desservie par la ligne de chemin de fer Parme-Suzzara (14 km) et les routes SS062 vers Suzzara (14 km) et Mantoue (32 km) au nord, Brescello (7 km) et Parme (31 km) au sud. La SS63 vers Reggio d’Emilie (28 km) au sud-est.

## Histoire
Le premier témoignage archéologique relatif à un centre habité dans cette zone semble remonter à la période étrusque. Selon la tradition Charlemagne en 781 donne Guastalla à l'évêque de Reggio. Toutefois le nom de la cité apparaît au haut Moyen Âge qu'en 864 quand Louis II d'Italie fait présent de la cité à son épouse Angilberga. Guastalla, poste de garde lombard fortifié et avancé contre les Byzantins installés à Mantoue.
Les années 900 (Xe siècle), virent Guastalla changer souvent de propriétaires, passant successivement de l’autorité papale aux empereurs et aux puissants seigneurs de l’époque. L'impératrice lègue Guastalla au couvent de nonnes de San Sisto de Plaisance mais en 942 l'Empereur rend la ville à l'évêque de Reggio. L'abbesse de San Sisto la récupère en 951 pour la voir attribuée à l'archevêché de Milan en 966. L'archevêque Landolfo Carcano (979-998) vend la cité à son frère Ubertino avant que Tebaldo grand-père de la comtesse Mathilde ne devienne seigneur de la ville. C’est seulement sous la domination des Canossa, que le centre habité se développe autour de l’église et obtient le privilège de nullius dioecesis de la part du pape Urbain II, et commence à prendre de l’importance par la présence de grandes zones cultivables sur les terrains fertiles qui bordent le Po et comme zone stratégique en un point de gué du fleuve.
En 1102, la princesse Mathilde de Canossa consigne Guastalla au monastère de San Sisto de Plaisance. En 1112 les nonnes sont remplacées par des moines et leur abbé Odo déclare Guastalla ville libre sous réserve du paiement d'une rente annuelle. En 1119 les moines sont chassés et l'abbesse Febronia dépossédée en 1112 est rétablie. Elle cède à la ville de Crémone en 1127 un tiers de Guastalla et Luzzara mais en 1129 elle doit restituer la place à l'abbé Odo. La zone passe ensuite sous le contrôle de Crémone de 1162 à 1186, de 1186 à 1195 elle reconnait l'empereur comme seigneur et de 1195 à 1307 elle appartient de nouveau à Crémone. 
De 1307 à 1321 Guastalla appartient à Guido de Coreggio de Parme et de 1321 à 1347 à ses fils Simone, Guido , Azzo et Giovanni et ensuite aux  Visconti qui l’occupe jusqu’en 1402, année de la mort de Jean Galéas Visconti. Ottobon Terzi tente de s'approprier Guastalla. Après son assassinat, la ville passe aux mains de Guido de la Maison Torelli, qui devient un comté en 1428 sur concession des Visconti. Les Torelli la gouvernent de 1406 à 1539, développant ainsi tout un ensemble architectural renaissant, par la présence de palazzo, de châteaux, églises et de places. Avec la mort du comte Achille Torelli, sans héritier mâle, la cité passe à son unique fille Ludovica, la « Comtesse de Guastalla ».
Cette terre fertile sur les rives du Pô attire l’attention de Ferdinand Ier de Guastalla avec le but d’en faire une possession digne de sa famille. Le 3 octobre 1539, le comté de Guastalla est ainsi acheté par Ferdinand pour 22 280 écus d’or et annexé à l’Empire. Le 6 septembre 1541, l’empereur Charles Quint concède formellement Guastalla à la maison de Gonzague, qui se déclare ainsi indépendante du duché de Milan.
Sous les Gonzague s’écoulent 207 années de signoria, période durant laquelle Guastalla est à son maximum de splendeur en accueillant des artistes comme Bernardino Campi et Le Guerchin, des poètes comme Le Tasse et Giovanni Battista Guarini. L’institution des monnaies, dirigée par le graveur Gasparo Mola, est créé qui produit la monnaie jusqu’en 1746.
En 1621, sous Ferdinand II de Guastalla la cité devient un duché et élargit son territoire en englobant Reggiolo puis, sous le gouvernement de César II de Guastalla, les cités de Dosolo et Luzzara.
Pour sa position stratégique, Guastalla devient une des cités fortifiées les plus importantes de cette époque. Cette connotation guerrière fut un symbole de puissance militaire mais aussi de début de sa ruine : 
- en 1689, attaquée par les Espagnols, elle fut privée de ses murs et de sa forteresse.
- en 1702 durant la guerre de Succession d'Espagne, la ville est assiégée.
- durant la guerre de Succession de Pologne, elle est occupée par les Autrichiens et cédée en 1735 à Charles-Emmanuel III de Savoie.
- avec la chute de la dynastie des Gonzague, arrivèrent les Bourbons de Parme qui la relèguent à un rôle subalterne.
- En 1806, redevient duché assigné à Pauline Bonaparte et à son mari, le prince Camille Borghèse.
- Napoléon Bonaparte et Marie-Louise d'Autriche l’incorporèrent de nouveau dans le duché de Parme et Plaisance, dont elle fut une enclave jusqu’en 1847, quand le territoire de sa province (Communes de Guastalla, Luzzara et Reggiolo) fut annexé brièvement au duché de Modène.
- annexée au royaume de Sardaigne, Guastalla entre dans le royaume d’Italie en 1861.

## Économie
- Dans l’économie locale, l’agriculture conserve une place importante, principalement dans la culture des céréales, fourrage, horticulture, fruits et vignes. Élevage de bovins, porcins et ovins.
- Industrie mécanique (carrosserie, remorque), industrie de transformation des produits alimentaires, industrie textile (tissage et estampage), industrie du bois (mobilier), industrie électrique (Smeg).
- Établissements du tertiaire : administration, banque, établissements scolaires, maison de retraite, hôpital, etc.

## Monuments et patrimoine
- Statue de bronze du comte Ferdinand Ier Gonzague qui vainc la jalousie et la calomnie. Le sculpteur de cette œuvre est l'artiste Leone Leoni, qui travaillait pour le roi Charles Quint. En 1594 la statue fut installée sur l'actuelle place.
- Sur cette place se trouvent la mairie, le Palais ducal, l'église de San Pietro et San Paolo (1575).
- Rue Garibaldi, on trouve la bibliothèque Maldotti (ancien couvent jésuite) avec une collection de 100 000 livres, pièces de monnaie et peintures.
- En face de la bibliothèque, on trouve le théâtre communal en forme de « U », construit à l'époque de Ferdinand III en 1671.
- À proximité, il y a une tour civique dénommée populairement « el campanón », où se trouvait un château détruit par les Espagnols en 1689.

## Fêtes et traditions
- Le 25 novembre : foire de Sainte Catherine.
- Le troisième  dimanche de mai : foire de San Felice.
- Le dernier week-end de septembre : foire de « Plantes et animaux oubliés ».
- Tous les 3 ans, à la fin du mois de mai : La Gnoccata, fête populaire du XIXe siècle.
- Mercredi et samedi : jours de marché.
- Chaque année, le dernier week-end d’août et le premier de septembre : à Pieve di Guastalla, près de la paroisse Pietro e Paolo Apostoli, la « Sagra del Crocefisso Miracoloso ». L'évènement comprend : prière, spectacles et dégustation gastronomique du pays.

## Administration
| Période                                  | Période  | Identité       | Étiquette | Qualité |
| ---------------------------------------- | -------- | -------------- | --------- | ------- |
| 14 juin 2004                             | En cours | Mario Dallasta |           |         |
| Les données manquantes sont à compléter. |          |                |           |         |

## Hameaux
San Giacomo, San Martino, San Girolamo, San Rocco, Tagliata

## Communes limitrophes
Cadelbosco di Sopra (18 km), Dosolo (MN, 5 km), Gualtieri (3 km), Luzzara (6 km), Novellara (9 km), Reggiolo (12 km)

## Population

### Évolution de la population en janvier de chaque année
| 1861   | 1901   | 1921   | 1951   | 1961   | 1971   | 1981   | 1991   | 2001   |
| ------ | ------ | ------ | ------ | ------ | ------ | ------ | ------ | ------ |
| 10 231 | 10 091 | 12 929 | 13 824 | 13 654 | 14 242 | 13 558 | 13 354 | 13 886 |

| 2012   | - | - | - | - | - | - | - | - |
| ------ | - | - | - | - | - | - | - | - |
| 15 207 | - | - | - | - | - | - | - | - |

### Ethnies et minorités étrangères
Selon les données de l’Institut national de statistique (ISTAT) au 1er janvier 2011 la population étrangère résidente était de 2197 personnes, soit 14,5 %.
Les nationalités majoritairement représentatives étaient :
| Pos. | Pays              | Population |
| ---- | ----------------- | ---------- |
| 1    | Pakistan          | 552        |
| 2    | Inde              | 312        |
| 3    | Maroc             | 259        |
| 4    | Macédoine du Nord | 200        |
| 5    | Moldavie          | 165        |
| 6    | Tunisie           | 120        |
| 7    | Albanie           | 116        |
| 8    | Roumanie          | 112        |
| 9    | Chine             | 74         |
| 10   | Ukraine           | 52         |

## Personnalités nées à Guastalla
- Angelo Alessandri, président de la Ligue du Nord
- Giuseppe Amadei, député européen
- Enrico Guastalla, patriote
- Arnaldo Bartoli (1900 - 1993), peintre

## Jumelages
- Forcalquier (France)
- Giovinazzo (Italie);
- Gabicce Mare (Italie)

## Sources
- (it) Cet article est partiellement ou en totalité issu de l’article de Wikipédia en italien intitulé « Guastalla » (voir la liste des auteurs) le 17/10/2012.